# Estadio Gigante de Arroyito
Estadio Gigante de Arroyito – stadion piłkarski położony w argentyńskim mieście Rosario. Na stadionie swoje mecze domowe rozgrywa zespół, Rosario Central. Używany jest również podczas spotkań argetyńskiej reprezentacji w rugby union mężczyzn.
Stadion został zbudowany w 1929 roku a całej swojej historii stadion przeszedł trzy renowacje które odbyły się następująco w 1957, 1963 oraz w 1968 roku.
W latach 1974–1978 stadion został przebudowany ze względu na rozgrywane w 1978 roku Argentynie, mistrzostwa świata w piłce nożnej. Pojemność stadionu wynosi 41,654 miejsc w tym także jak na wielu argentyńskich stadionach, miejsca stojące. Rozgrywano na nim również spotkania grupy C Copa America 1987.